# كأس الكؤوس الإفريقية 1987
كأس الكؤوس الأفريقية 1987 هو الموسم 13 من كأس الكؤوس الأفريقية. أشرف على تنظيمه الاتحاد الأفريقي لكرة القدم، وكان عدد الأندية المشاركة فيه 35، وفاز فيه نادي غور مايا.